# إيرول ماسك
إيرول غراهام ماسك (من مواليد 1946) هو سياسي جنوب أفريقي، وعضو في عائلة ماسك، ووالد إيلون ماسك.

## الحياة

### الحياة المبكرة
كانت والدته، كورا أميليا ماسك (ني روبنسون)، بريطانية، ووالده والتر ماسك من جنوب أفريقيا. التحق إيرول ماسك بمدرسة Clapham High School، حيث التقى بـ ماي هالدمان، وتزوجا في عام 1970. عاشت العائلة في بريتوريا، حيث عملت ماي كأخصائية تغذية وعارضة أزياء. وُلد ابنهما الأول، إيلون ريف ماسك، في 28 يونيو 1971، وسُمّي على اسم جد ماي جي. إيلون هالدمان، بينما جاء اسم ريف من اسم عائلة جدتها من جهة الأم قبل الزواج 

## المسيرة السياسية
في 9 مارس 1972، تم انتخاب إيرول ماسك كمستقل لتمثيل Sunnyside في مجلس مدينة بريتوريا. وفي عام 1980، انضم إلى حزب التقدمي الفيدرالي (PFP)، الذي أصبح المعارضة الرسمية الجديدة بعد تأسيسه عام 1977، وترشح عن الحزب في انتخابات 1981.
في 1983، استقال ماسك من الحزب بسبب موقفه من الاستفتاء الدستوري، وهو ما جعل الصحيفة الرسمية Die Burger لحزب الوطني الحاكم تعرض استقالته على الصفحة الأولى، مصورةً المعارضة على أنها منقسمة. تمرد ماسك ضد موقف حزب التقدمي الفيدرالي الذي دعا لرفض الدستور الجديد، مشيرًا إلى اتفاقه مع موقف حزب الجمهورية الجديدة بأن البرلمان الثلاثي كان خطوة في الاتجاه الصحيح.
في يناير 2025، صرّح إيرول ماسك في مقابلة مصورة أن الحكم في جنوب أفريقيا قد تدهور. وفي فبراير 2025، رتب مكالمة هاتفية بين ابنه إيلون ماسك ورئيس جنوب أفريقيا سيريل رامافوزا، حيث ناقشا تأثير سياسات دونالد ترامب على جنوب أفريقيا 

### المسيرة التجارية
درس إيرول ماسك الهندسة الكهروميكانيكية في جامعة بريتوريا، وعمل كمستشار في الهندسة الكهربائية والميكانيكية، كما استثمر في تطوير العقارات، خاصةً مراكز البيع بالتجزئة والمكاتب. امتلك شركة هندسية مربحة تولت مشاريع كبيرة، مثل مباني المكاتب، المجمعات التجارية، تقسيمات سكنية، وقاعدة للقوات الجوية. كما امتلك متجرًا لقطع غيار السيارات، وحصة في منجم زمرد، وواحدًا من أكبر المنازل في بريتوريا.
وفقًا لكتاب ماي ماسك، عند طلاقهما عام 1979، كان إيرول يمتلك منزلين، يختًا، طائرة، خمس سيارات فاخرة، وشاحنة.
في أوائل الثمانينيات، قام إيرول ماسك ببناء نُزل في محمية تيمبافاتي لتأجيره للسياح.
في عام 1986، حصل على حقوق إنتاج ثلاثة مناجم زمرد في زامبيا، لكنه لم يمتلكها رسميًا. في مقابلاته مع والتر إيزاكسون، قال:
```
"إذا قمت بتسجيلها، فلن تحصل على شيء، لأن السود سيأخذون كل شيء منك."
```

لاحقًا، في مقابلة مع Business Insider South Africa، تحدث ماسك عن ثروته خلال سنوات مراهقة إيلون، قائلاً إنه كان لديه "كل هذا المال لدرجة أننا لم نتمكن حتى من إغلاق الخزنة"، وذكر أعماله في تجارة الزمرد. أكّد موقع Snopes أنه امتلك حصة في منجم زمرد بالقرب من بحيرة تنجانيقا في زامبيا. وصف ماسك منجمه ذات مرة بأنه كان "عملية غير رسمية".
وفقًا لكتاب إيلون ماسك عام 2015 إيلون ماسك: تيسلا موتورز وسبيس إكس والبحث عن مستقبل رائع ، منح إيرول ماسك مبلغ 28,000 دولار لابنيه إيلون وكيمبال عندما كانا يؤسسان شركة Zip2 عام 1995. لكن إيلون ماسك نفى تلقيه هذا المال من والده.
في يناير 2025، أعلن إيرول ماسك دعمه لعملة مشفرة تحمل اسم "Musk It"، وكشف عن خطته لجمع 200 مليون دولار لصالح معهد ماسك عبر هذا المشروع.